# Джерело (пам'ятка природи, Ракове, Вознесенський район)
Джерело — гідрологічна пам'ятка природи місцевого значення в Україні. Розташована на території Вознесенського району Миколаївської області, у межах Новогригорівської сільської ради.
Площа — 0,01 га. Статус надано згідно з рішенням Миколаївської обласної ради № 448 від 23.10.1984 року задля збереження та охорони виходів ґрунтових вод.
Пам'ятка природи розташована на північ від села Ракове.